# Salpingotus
Salpingotus es un género de roedores perteneciente a la familia Dipodidae. Se distribuyen por Asia Central.

## Especies
Se reconocen las siguientes especies:
- Salpingotus crassicauda Vinogradov, 1924
- Salpingotus heptneri Vorontsov & Smirnov, 1969
- Salpingotus kozlovi Vinogradov, 1922
- Salpingotus pallidus Vorontsov & Shenbrot, 1984
- Salpingotus thomasi Vinogradov, 1928